# Каскейд
 Тази статия е за града в САЩ.  За окръга вижте Каскейд (окръг).  
Каскейд (на английски: Cascade) е град в окръг Вали, щата Айдахо, САЩ. Каскейд е с население от 997 жители (2000) и обща площ от 10,9 km². Намира се на 1451 m надморска височина. ЗИП кодът му е 83611, а телефонният му код е 208.